# たかたん
たかたんは、広島県安芸高田市のエコマスコットキャラクター。
平成24年10月に一般公募から誕生し、2013年（平成25年）12月1日より公式マスコットキャラクターとなり、安芸高田市のPR活動に取り組んでいる。
基本的に言葉は発しないが、道の駅三矢の里あきたかた屋外デジタルサイネージの紹介動画では、吹き替えで喋っていることもある。

## 概要
たかたんは、安芸高田市の里山を守る童子（鬼の子ども）。頭は緑いっぱいの安芸高田市の山、たすきは安芸高田市にある江の川、太田川の源流を表しており、背中には毛利元就でおなじみの三本の矢をつけている。

## プロフィール
- 名前：たかたん
- 性別：なし
- 年齢：1歳
- 性格：のんびり屋
- 特技：たかたんターン
- 好きな食べ物：古代米あいすと川根の柚子
- 好きな飲み物：はぶ草茶
- 好きなスポーツ：サッカーとハンドボール
- 好きな色：緑と青
- 趣味：ハイタッチ・史跡探索・神楽鑑賞
- その他：雨が苦手、ちょっとだけ走れる、顔を触られると怒る